# جف روسو
جف روسو (به انگلیسی: Jeff Russo؛ زادهٔ ۳۱ اوت ۱۹۶۹) آهنگساز، ترانه‌سرا، نوازنده‌ی گیتار، خواننده و تهیه‌کننده‌ی موسیقی اهل ایالات متحده آمریکا، یکی از دو عضو موسس گروه راک آمریکایی تانیک (Tonic؛ نامزد دو جایزه‌ی گرمی) و همچنین از موسسان گروه آکوستیک راک Low Stars است.
روسو همچنین برای آهنگسازی مجموعه‌های تلویزیونی مختلف شناخته می‌شود؛ به ویژه فارگو، لژیون، همتا و پیشتازان فضا: اکتشاف. او همچنین آهنگ‌سازی مینی‌سریال آن شب (به انگلیسی: The night of) و بازی ویدیویی تحسین‌شده‌ی آنچه از ادیت فینچ باقی مانده (به انگلیسی: What Remains of Edith Finch) را بر عهده داشته.
جف روسو برای کاری که برای فارگو ساخت، برنده‌ی جایزه‌ی امیِ آهنگسازی برجسته‌ی موسیقی برای فیلم یا سریال محدود در سال ٢٠١٧ شد.

## آلبوم‌ها

### تانیک (Tonic)
| سال انتشار | آلبوم                              |
| ---------- | ---------------------------------- |
| 1996       | Lemon Parade                       |
| 1999       | Live and Enhanced                  |
| 1999       | Sugar                              |
| 2002       | Head on Straight                   |
| 2009       | A Casual Affair: The Best of Tonic |
| 2010       | Tonic                              |
| 2016       | Lemon Parade Revisited             |

### Low Stars
| سال انتشار | آلبوم                  |
| ---------- | ---------------------- |
| 2007       | Calling All Friends EP |
| 2007       | Low Stars              |

### موسیقی متن
| سال          | عنوان فیلم و سریال                          |
| ------------ | ------------------------------------------- |
| 2014-اکنون   | فارگو                                       |
| 2015         | توت (Tut)                                   |
| 2016         | گوتیک آمریکایی                              |
| 2016         | آن شب (The night of)                        |
| 2017 - اکنون | لژیون                                       |
| 2017         | آنچه از ادیت فینچ باقی مانده (بازی ویدیویی) |
| 2017–present | بارش برف                                    |
| 2017–present | پیشتازان فضا: اکتشاف                        |
| 2018         | همتا                                        |
| 2018         | کربن دگرگون‌شده                              |
| 2018         | واکو                                        |
| 2018         | مایل 22                                     |